# هيرشل فورستر
هيرشل فورستر (بالإنجليزية: Herschel Forester)‏ هو لاعب كرة قدم أمريكية أمريكي، ولد في 14 أبريل 1931 في دالاس في الولايات المتحدة.

## وصلات خارجية
- هيرشل فورستر على موقع مرجع كرة القدم المحترفة.كوم (الإنجليزية)